# Chōkei
L'empereur Chōkei (長慶天皇, Chōkei tennō, 1343 – 27 août 1394) était le 98e empereur du Japon, selon l'ordre traditionnel de la succession, et a régné sur la Cour du Sud de l'époque Nanboku-chō du 29 mars 1368 à 1383. Son nom personnel était Yutanari (寛成). 

## Biographie
Chōkei était le fils de l'empereur Go-Murakami et de Masako Fujiwara (藤原勝子, Fujiwara Masako).
Le 29 mars 1368, à la suite du décès de Go-Murakami, Chōkei devient empereur dans la maison du grand prêtre du sanctuaire de Sumiyoshi (près d'Osaka), où se trouve à ce moment la capitale de la Cour du Sud. Cependant, celle-ci étant alors en déclin, ce couronnement est mis en doute jusqu'à l'ère Taishō. En 1926 (?), le couronnement est officiellement reconnu et inséré dans la ligne de succession impériale.
Jusqu'à la fin, Chōkei se bat contre la dynastie de la Cour du Nord, se déplaçant fréquemment pour échapper aux Ashikaga, mais il est déjà trop tard. En 1383, Chōkei abdique en faveur de Go-Kameyama, qui appartient à la faction pacifiste.
Après la réunification des deux cours en 1392, Chōkei ne rentre pas à Kyōto, mais reste à Yoshino, et meurt le 27 août 1394.

## Œuvre
Chōkei est l'auteur d'un ouvrage littéraire sur Le Dit du Genji, intitulé Sengenshō.

## Èresde son règne
(Cour du Sud) :
- Ère Shōhei
- Ère Kantoku
- Ère Bunchū
- Ère Tenju
- Ère Kōwa

(Cour du Nord) :
- Ère Ōan
- Ère Eiwa
- Ère Kōryaku
- Ère Eitoku

## Rivaux de la Cour du Nord
- Go-Kōgon
- Go-En'yū
- Go-Komatsu